# W tumanie
W tumanie − to obraz olejny na płótnie autorstwa Jacka Malczewskiego, stworzony w latach 1893-94. Obecnie dzieło znajduje się w zbiorach Muzeum Narodowego w Poznaniu.